# Ochropleura basiclavis
Ochropleura basiclavis är en fjärilsart som beskrevs av Walker 1857. Ochropleura basiclavis ingår i släktet Ochropleura och familjen nattflyn. Inga underarter finns listade i Catalogue of Life.